# پرواز شناسایی
پرواز شناسایی (انگلیسی: The Dawn Patrol) یک فیلم جنگی به کارگردانی هاوارد هاکس است که در سال ۱۹۳۰ منتشر شد.

## بازیگران
- ریچارد بارتلمس
- داگلاس فیربنکس جونیور
- نیل همیلتون
- فرانک مک‌هیو
- کلاید کوک
- جیمز فینلیسون
- ادموند برئون
- گاردنر جیمز
- ویلیام جنی
- گاردنر جیمز